# フリードリヒ2世 (ニュルンベルク城伯)
フリードリヒ2世・フォン・ニュルンベルク（Friedrich II. von Nürnberg、フリードリヒ4世・フォン・ツォレルン＝ホーエンツォレルンとも。1188年頃 - 1255年頃）は、中世のニュルンベルク城伯領の領主（在位：1204年 – 1218年）。のち、ツォレルン伯（在位：1218年 – 1255年）。ホーエンツォレルン家シュヴァーベン系一門の創始者。

## 生涯
フリードリヒ2世は、フリードリヒ1世・フォン・ニュルンベルク＝ツォレルン（1139年頃 – 1200年頃）と、その妻ゾフィア・フォン・ラープス（1218年没）との次男。父の死後、彼はまず1200年頃にニュルンベルク城伯を継いだ。1218年（あるいは1214年）に、ツォレルン家の所領分割が行われ、彼の兄であるコンラート1世にフランケン地方の所領とニュルンベルク城伯位がもたらされた。
ニュルンベルク城伯位を譲った彼は、シュヴァーベン地方の本拠地を得た。これにより、彼はフリードリヒ4世・フォン・ツォレルンを称し、ツォレルン＝ホーエンツォレルン伯のホーエンツォレルン家シュヴァーベン系一門の創始者となった。